# Abderrazak Hamdallah
Abderrazak "Abdo" Hamdallah (tiếng Ả Rập: عبد الرزاق حمدالله; sinh ngày 17 tháng 12 năm 1990) là một cầu thủ bóng đá chuyên nghiệp người Maroc hiện thi đấu ở vị trí tiền đạo cắm cho câu lạc bộ Al-Ittihad và đội tuyển quốc gia Maroc.

## Thống kê sự nghiệp

### Câu lạc bộ
Tính đến 15 tháng 9 năm 2022
| Club          | Season       | League               | League | League | Cup  | Cup   | Continental/Other | Continental/Other | Total | Total |
| Club          | Season       | Division             | Apps   | Goals  | Apps | Goals | Apps              | Goals             | Apps  | Goals |
| ------------- | ------------ | -------------------- | ------ | ------ | ---- | ----- | ----------------- | ----------------- | ----- | ----- |
| Olympic Safi  | 2010–11      | Botola               | 9      | 0      | 1    | 0     | –                 | –                 | 10    | 0     |
| Olympic Safi  | 2011–12      | Botola               | 28     | 15     | 2    | 0     | –                 | –                 | 30    | 15    |
| Olympic Safi  | 2012–13      | Botola               | 18     | 15     | 3    | 2     | –                 | –                 | 21    | 17    |
| Olympic Safi  | Total        | Total                | 55     | 30     | 6    | 2     | 0                 | 0                 | 61    | 32    |
| Aalesund      | 2013         | Tippeligaen          | 27     | 15     | 3    | 4     | –                 | –                 | 30    | 19    |
| Guangzhou R&F | 2014         | Chinese Super League | 22     | 22     | 1    | 0     | –                 | –                 | 23    | 22    |
| Guangzhou R&F | 2015         | Chinese Super League | 10     | 3      | 0    | 0     | 6                 | 1                 | 16    | 4     |
| Guangzhou R&F | Total        | Total                | 32     | 25     | 1    | 0     | 6                 | 1                 | 39    | 26    |
| El Jaish      | 2015–16      | Qatar Stars League   | 23     | 21     | 2    | 2     | 8                 | 5                 | 33    | 28    |
| El Jaish      | 2016–17      | Qatar Stars League   | 0      | 0      | 2    | 1     | –                 | –                 | 2     | 1     |
| El Jaish      | Total        | Total                | 23     | 21     | 4    | 3     | 8                 | 5                 | 35    | 29    |
| Al-Rayyan     | 2017–18      | Qatar Stars League   | 20     | 18     | 5    | 7     | 5                 | 3                 | 30    | 28    |
| Al-Nassr      | 2018–19      | Saudi Pro League     | 26     | 34     | 4    | 14    | 5                 | 4                 | 35    | 52    |
| Al-Nassr      | 2019–20      | Saudi Pro League     | 27     | 29     | 5    | 5     | 8                 | 8                 | 40    | 42    |
| Al-Nassr      | 2020–21      | Saudi Pro League     | 21     | 14     | 3    | 1     | 9                 | 6                 | 33    | 21    |
| Al-Nassr      | Total        | Total                | 74     | 77     | 12   | 20    | 22                | 18                | 108   | 115   |
| Al-Ittihad    | 2021–22      | Saudi Pro League     | 13     | 12     | 2    | 1     | –                 | –                 | 15    | 13    |
| Al-Ittihad    | 2022–23      | Saudi Pro League     | 6      | 4      | 0    | 0     | –                 | –                 | 6     | 4     |
| Al-Ittihad    | Total        | Total                | 19     | 16     | 2    | 1     | –                 | –                 | 21    | 17    |
| Career total  | Career total | Career total         | 250    | 202    | 33   | 37    | 41                | 27                | 324   | 266   |

### Quốc tế
| Đội tuyển quốc gia | Năm  | Trận | Bàn |
| ------------------ | ---- | ---- | --- |
| Maroc              | 2012 | 2    | 0   |
| Maroc              | 2013 | 5    | 1   |
| Maroc              | 2014 | 5    | 5   |
| Maroc              | 2015 | 4    | 0   |
| Maroc              | 2019 | 1    | 0   |
| Maroc              | 2022 | 5    | 0   |
| Tổng               | Tổng | 22   | 6   |

Bàn thắng và kết quả của Maroc được để trước..
| # | Ngày                 | Địa điểm                                 | Đối thủ   | Bàn thắng | Kết quả | Giải đấu                 |
| - | -------------------- | ---------------------------------------- | --------- | --------- | ------- | ------------------------ |
| 1 | 8 tháng 6 năm 2013   | Stade de Marrakech, Marrakesh, Maroc     | Tanzania  | 1–0       | 2–1     | Vòng loại World Cup 2014 |
| 2 | 9 tháng 10 năm 2014  | Sân vận động Ibn Batouta, Tangier, Maroc | Trung Phi | 1–0       | 4–0     | Giao hữu                 |
| 3 | 9 tháng 10 năm 2014  | Sân vận động Ibn Batouta, Tangier, Maroc | Trung Phi | 2–0       | 4–0     | Giao hữu                 |
| 4 | 9 tháng 10 năm 2014  | Sân vận động Ibn Batouta, Tangier, Maroc | Trung Phi | 4–0       | 4–0     | Giao hữu                 |
| 5 | 13 tháng 11 năm 2014 | Sân vận động Adrar, Agadir, Maroc        | Bénin     | 2–0       | 6–1     | Giao hữu                 |
| 6 | 13 tháng 11 năm 2014 | Sân vận động Adrar, Agadir, Maroc        | Bénin     | 5–1       | 6–1     | Giao hữu                 |